# Piran
Piran (en italiano Pirano) es una ciudad costera situada al suroeste de Eslovenia, en la costa del mar Adriático y se extiende a lo largo de la península de Piran. Pertenece al municipio homónimo de Piran.
Se trata del centro administrativo de la región y de uno de los más importantes centros turísticos del país. Es bilingüe, pues tanto el esloveno como el italiano son lenguas oficiales.

## Historia
El nombre Piran deriva del griego pyr (fuego) en referencia a las hogueras del antiguo faro que se levantó en la costa de la ciudad.
Piran se menciona por primera vez por Anónimo de Rávena en su libro “Cosmographia” en el siglo VII. La colonización y la romanización de la región empezaron con la conquista romana de Istria entre los años 178 y 177 a. C. Debido a las incursiones de las tribus bárbaras en el siglo V, la población romana se retiró a las ciudades fortificadas. Dos siglos después, bajo el Imperio bizantino, Piran se convirtió en una fortificación militar, un “castrum” urbano y desarrollado.
En 788, Istria fue conquistada por los francos, quienes apoyaban a los eslavos en su lucha por la independencia política y económica. A causa de la adquisición de las nuevas tierras y del desarrollo del comercio marítimo, las ciudades istrias, entre ellas Piran, quisieron dejar de depender de sus señores feudales y encontraron un aliado en la República de Venecia, que en el siglo XIII comenzó a conquistar Istria.
La ocupación austríaca (1797-1805) y después la francesa con las Provincias Ilirias (1809-1813) trajeron diferentes cambios administrativos, sociales y políticos y varias fundaciones urbanas. Después de la Primera Guerra Mundial, Istria fue asignada a Italia con la firma del Tratado de Rapallo. Los eslavos fueron italianizados y se suprimió su cultura por el gobierno fascista italiano. La posterior ocupación nazi durante la Segunda Guerra Mundial empeoró la tradicional tolerancia de las relaciones étnicas. Al terminar la Segunda Guerra Mundial, Istria y Piran fueron asignados a Yugoslavia.

## Ocio y deportes
El municipio de Piran ofrece varias actividades deportivas (tenis, minigolf, fútbol, baloncesto, voleibol, ciclismo, bowling, karting, equitación) y náuticas (vela, surf, buceo, pesca). Piran dispone de numerosos restaurantes, pizzerías, confiterías y bares.

## Disputa sobre las aguas territoriales
Desde la constitución de las repúblicas de Eslovenia y Croacia en 1991, ambos países mantienen diferencias sobre la delimitación de las aguas territoriales y la salida a aguas internacionales de Eslovenia sin necesidad de la servidumbre que supone pasar por aguas italianas o croatas. Esta disputa impide el acuerdo de Eslovenia para que Croacia acceda como miembro a la Unión Europea y se cita como la causa de la dimisión del primer ministro croata Ivo Sanader (29 de junio de 2009).

## Ciudades hermanadas
- Acqualagna (Italia) desde 2003.
- Aquilea (Italia) desde 1977.
- Bjugn (Noruega) desde 1985.
- Castel Goffredo (Italia) desde 1993.
- Indianápolis (Estados Unidos) desde 2001.
- Ohrid (Macedonia del Norte) desde 1981.
- La Valeta (Malta) desde 2002.
- Venecia (Italia) desde 2001.
- Vis (Croacia) desde 1973.